# Girella fimbriata
Girella fimbriata és una espècie de peix pertanyent a la família dels kifòsids.

## Hàbitat
És un peix marí, associat als esculls i de clima subtropical.

## Distribució geogràfica
Es troba al Pacífic sud-occidental: les illes Kermadec.

## Observacions
És inofensiu per als humans.